# Syzeton securipes
Syzeton securipes là một loài bọ cánh cứng trong họ Aderidae. Loài này được Krekich-Strassoldo miêu tả khoa học năm 1919.